# 三筋
三筋（みすじ）は、東京都台東区の地名。現行行政地名は三筋一丁目および三筋二丁目。住居表示実施済区域。

## 地理
台東区の南部に位置する。東辺は新堀通りに接し、これを境に蔵前に接する。南辺は鳥越に接する。西辺は左衛門橋通りに接しこれを境に小島に接する。北辺は、春日通りに接しこれを境に元浅草に接する（地名はいずれも台東区）。町域内は商店・オフィスビルと住居が混在している。

## 歴史
1872年（明治5年）8月に組屋敷が整理され、付近一帯が「浅草東三筋町」「浅草西三筋町」および「浅草北三筋町」、として正式な地名となり、1941年（昭和16年）に「浅草栄久町」「浅草南元町」「浅草南富坂町」「浅草森下町」のそれぞれ一部を組み入れ、「浅草三筋町」一丁目、二丁目となる。のち、1964年（昭和39年）1月1日、春日通りより北側であった旧北三筋町部分は元浅草に編入されたが、他はそのまま台東区三筋となった。
歌人斎藤茂吉の義父である斎藤紀一の病院（浅草医院）と住居が東三筋町五十四番地（現在の三筋1丁目付近）にあり、茂吉自身も養子に入ってから22歳で青山脳病院に勤務するまでの学生時代を三筋の地で暮らし、後に「三筋町界隈」と題したエッセイを記した。また、三筋2丁目にある台東区立三筋保育園庭に茂吉の歌碑が残る。

### 地名の由来
古くは鳥越神社の境内で、江戸期から付近の御徒町などに似た同心の組屋敷が密集して立ち並び、書院番組屋敷と大番徒組屋敷が置かれていた。屋敷の間に3条の道が縫うように通っていたことから、当時から「3本」の「筋（道）」ということで「浅草三筋組屋敷」と呼ばれる俗称があった。

## 世帯数と人口
2025年（令和7年）3月1日現在（台東区発表）の世帯数と人口は以下の通りである。
| 丁目       | 世帯数    | 人口    |
| ---------- | --------- | ------- |
| 三筋一丁目 | 1,650世帯 | 2,676人 |
| 三筋二丁目 | 1,325世帯 | 2,119人 |
| 計         | 2,975世帯 | 4,795人 |

### 人口の変遷
国勢調査による人口の推移。
| 年                 | 人口  |
| ------------------ | ----- |
| 1995年（平成7年）  | 2,569 |
| 2000年（平成12年） | 2,826 |
| 2005年（平成17年） | 3,252 |
| 2010年（平成22年） | 3,825 |
| 2015年（平成27年） | 4,234 |
| 2020年（令和2年）  | 4,668 |

### 世帯数の変遷
国勢調査による世帯数の推移。
| 年                 | 世帯数 |
| ------------------ | ------ |
| 1995年（平成7年）  | 1,062  |
| 2000年（平成12年） | 1,231  |
| 2005年（平成17年） | 1,501  |
| 2010年（平成22年） | 1,992  |
| 2015年（平成27年） | 2,363  |
| 2020年（令和2年）  | 2,751  |

## 学区
区立小・中学校に通う場合、学区は以下の通りとなる（2023年9月現在）。
- 区域 : 一丁目〜二丁目 全域
  - 小学校 : 台東区立蔵前小学校
  - 中学校 : 台東区立御徒町台東中学校

## 交通
町域内に鉄道駅は置かれていないが、北西部方向の春日通り下に都営大江戸線・つくばエクスプレス線の新御徒町駅が、東部方向には都営浅草線・蔵前駅がある。

## 事業所
2021年（令和3年）現在の経済センサス調査による事業所数と従業員数は以下の通りである。
| 丁目       | 事業所数  | 従業員数 |
| ---------- | --------- | -------- |
| 三筋一丁目 | 162事業所 | 1,114人  |
| 三筋二丁目 | 179事業所 | 1,116人  |
| 計         | 341事業所 | 2,230人  |

### 事業者数の変遷
経済センサスによる事業所数の推移。
| 年                 | 事業者数 |
| ------------------ | -------- |
| 2016年（平成28年） | 338      |
| 2021年（令和3年）  | 341      |

### 従業員数の変遷
経済センサスによる従業員数の推移。
| 年                 | 従業員数 |
| ------------------ | -------- |
| 2016年（平成28年） | 2,081    |
| 2021年（令和3年）  | 2,230    |

### 主な企業
- アイデアル
- 日本エステティック振興協議会

## 施設
- 台東区立三筋保育園
- 東京都水道局台東営業所
- 台東三筋郵便局
- トンボ洋傘前原光榮商店
- スーパーヤマザキ 三筋店
- 三筋湯
- ライフ 新御徒町店
- カキモリ

## その他

### 日本郵便
- 郵便番号 : 111-0055[3]（集配局 : 浅草郵便局[14]）。